# Reuven Rivlin
Reuven "Ruvi" Rivlin (født 9. september 1939) er en israelsk politiker og advokat. Han er tidligere præsident i Israel, en position, han havde fra 2014 til 2021. Han er medlem af Likud-partiet. Rivlin var kommunikationsminister fra 2001 til 2003. Den 10. juni 2014 blev han valgt til præsident for Israel.  Den 2. juni 2021 blev han afløst af Isaac Herzog på præsidentposten. 
Rivlin argumenterer for et Storisrael, der ville omfavne alle mennesker og give palæstinenserne på Vestbredden og Gaza fuldt israelsk statsborgerskab. Han er også en stærk tilhænger af minoritetsrettigheder, især for arabiske israelere.  Han støtter enstatsløsningen på den israelsk-palæstinensiske konflikt. Rivlin taler flydende arabisk.  

## Opvækst og ungdom
Reuven Rivlin blev født i Jerusalem under mandattiden. Han er en efterkommer af studerende i Vilna Gaon . Hans forældre var Rachel "Ray" Rivlin og Yosef Yoel Rivlin . Yosef skabte den første hebraiske udgave af Koranen  og var en kandidat til præsident for Israel i 1957, før han trak sig tilbage til fordel for den nuværende etablerede Yitzhak Ben-Zvi .   . Reuven Rivlin er barnebarn af Yosef Rivlin, en grundlægger af Jerusalems Nahalat Shiv'a kvarter. 
Rivlin gik på Gymnasia Rehavia gymnasiet og tjente i Israels forsvarsstyrkers efterretningskorps . Under seksdageskrigen kæmpede han med Jerusalem-brigaden og ledsagede faldskærmsbrigaden som en efterretningsofficer. Efter militærtjeneste studerede han jura ved det hebraiske universitet i Jerusalem . 
Før han gik ind i politik, var Rivlin juridisk rådgiver for Beitar Jerusalem Sports Association, manager for Beitar Jerusalem F.C. og formand for foreningen; medlem af byrådet i Jerusalem ; medlem af El Al- bestyrelsen; Formand for Israel Institut for Arbejdsmæssig Sikkerhed og Hygiejne; et bestyrelsesmedlem i Khan-teatret og bestyrelsesmedlem for Israel-museet . 

## Politisk karriere
Han blev først valgt til Knesset i 1988 og var formand for Likud fra 1988 til 1993. Han blev ikke genvalgt i 1992, men vendte tilbage til Knesset efter valget i 1996 . Genvalgt i 1999 blev han udnævnt til kommunikationsminister i marts 2001, og fungerede indtil februar 2003, hvor han blev valgt til Knesset-formand efter valget i 2003 . Han er blevet kritiseret for at bryde traditionen for politisk neutralitet i stillingen som Knesset-formand; han var en af Ariel Sharons hårdeste kritikere vedrørende frigørelsesplanen, og han havde en offentlig konfrontation med Aharon Barak, dommer i Højesteret, om domstolens myndighed til at erklære lovgivning ulovlig. 

## Præsident for Israel
Rivlin blev valgt som den 10. præsident for Israel den 10. juni 2014 og modtog støtte fra 63 af Knessets medlemmer mod Meir Sheetrit . I sit bud på at blive præsident vandt han støtte fra både arabiske lovgivere, der satte pris på hans høflighed, og fra højreorienterede som Naftali Bennett og Danny Danon, der slutter sig til ham i et ønske om at gøre Vestbredden til en del af Israel ordentlig. 

## Personligt liv
Han blev gift med Nechama Rivlin fra 1971 indtil hendes død i 2019 og har fire børn.   Rivlin har været vegetar siden slutningen af 1960'erne.  Rivlin har været tilhænger af Beitar Jerusalem fodboldklub  siden syvårsalderen, da han så sin første kamp.

## Kontrovers
Ifølge Jerusalem Post holdt Rivlin en tale i 2017, der kritiserede premierminister Benjamin Netanyahus regering. Han sagde, at han havde været vidne til en 'fortsatte indsats for at svække de dørvogtere af israelske demokrati'. 